# Trioceros
Trioceros — рід ящірок з родини хамелеонів. Має 40 видів. Вперше був виділений у 1839 році як підрід роду Хамелеон. У 2009 році вченими Коліном Тілбері та Кристалом Толлі був виділений в окремий рід.

## Опис
Загальна довжина сягає 40 см. Забарвлення яскраве, але менше за рід Хамелеон. Особливістю цього роду є наявність рогів. Їх чисельність коливається в залежності від видів.

## Спосіб життя
Полюбляють дощові ліси. Живляться комахами та іншими безхребетними і членистоногими.
Більшість хамелеонів роду Trioceros є яйцекладні, але зустрічаються й яйцеживородні види.

## Розповсюдження
Це ендемік Африки.

## Види
- Trioceros affinis
- Trioceros balebicornutus
- Trioceros bitaeniatus
- Trioceros camerunensis
- Trioceros chapini
- Trioceros conirostratus
- Trioceros cristatus
- Trioceros deremensis
- Trioceros ellioti
- Trioceros feae
- Trioceros fuelleborni
- Trioceros goetzei
- Trioceros hanangensis
- Trioceros harennae
- Trioceros hoehnelii
- Trioceros incornutus
- Trioceros ituriensis
- Trioceros jacksonii
- Trioceros johnstoni
- Trioceros kinetensis
- Trioceros laterispinis
- Trioceros marsabitensis
- Trioceros melleri
- Trioceros montium
- Trioceros narraioca
- Trioceros ntunte
- Trioceros nyirit
- Trioceros oweni
- Trioceros perreti
- Trioceros pfefferi
- Trioceros quadricornis
- Trioceros rudis
- Trioceros schoutedeni
- Trioceros schubotzi
- Trioceros serratus
- Trioceros sternfeldi
- Trioceros tempeli
- Trioceros tremperi
- Trioceros werneri
- Trioceros wiedersheimi
- Trioceros wolfgangboehmei